# Władysław Krygowski
Władysław Maria Antoni Krygowski (ur. 28 stycznia 1906 w Krakowie, zm. 4 kwietnia 1998 tamże) – polski prawnik, adwokat, pracownik i działacz polskich organizacji turystycznych, publicysta, znawca polskich Karpat, autor przewodników górskich i książek poświęconych górom, jeden z najbardziej zasłużonych dla rozwoju polskiej turystyki górskiej i kształtowania jej etosu.

## Droga zawodowa
Ojciec Władysława, Stanisław Krygowski (1868–1944), był krakowskim adwokatem. Matka, Maria, była córką adwokata i działacza społecznego, Wawrzyńca Stycznia (1835–1908). Tę prawniczą tradycję rodzinną kontynuował również Władysław, który w roku 1928 ukończył prawo na Uniwersytecie Jagiellońskim, po czym odbył aplikanturę sądową w krakowskim sądzie oraz aplikanturę adwokacką w kancelarii ojca. Po złożeniu w 1936 r. egzaminów w krakowskiej Izbie Adwokackiej uzyskał uprawnienia adwokackie i wspólnie z ojcem prowadził kancelarię. W następnym roku poślubił Annę Zofię Czarkowską (1904–1988), matematyczkę, późniejszą specjalistkę z zakresu dydaktyki matematyki i profesora Wyższej Szkoły Pedagogicznej w Krakowie.
W sierpniu 1939 r. został zmobilizowany i jako podporucznik rezerwy uczestniczył w kampanii wrześniowej z III batalionem 12. pułku piechoty z Wadowic. Po przekroczeniu granicy rumuńskiej został internowany. Po faszystowskim przewrocie w Rumunii w 1941 r. wraz z innymi żołnierzami polskimi został przewieziony do Rzeszy, gdzie przebywał w oflagach w Dorsten, a następnie w Dössel. Uwolniony przez Amerykanów w 1945 r., został przez nich zatrudniony jako tłumacz w Bad Wildungen, a potem w Northeim. Dzięki przyjaciołom, którzy przybyli do Northeim z II Korpusem Wojska Polskiego, wyjechał do Włoch i otrzymał przydział do Kwatery Prasowej, należącej do Oddziału Kultury i Prasy II Korpusu. Po ok. półtora roku wraz z Korpusem trafił do Wielkiej Brytanii, gdzie przebywał początkowo w obozie Poulton Camp koło Chester, a później w Delamere Camp. Nawiązał kontakt z rodziną w Polsce i zdecydował się na powrót do kraju w maju 1947 r.
Po powrocie do Polski 15 sierpnia 1947 r. podjął pracę zawodową w Polskim Towarzystwie Tatrzańskim jako zastępca dyrektora Centralnego Biura PTT. Po połączeniu w 1950 r. Polskiego Towarzystwa Tatrzańskiego oraz Polskiego Towarzystwa Krajoznawczego i powstaniu Polskiego Towarzystwa Turystyczno-Krajoznawczego został pracownikiem etatowym nowego Towarzystwa. W PTTK pracował aż do przejścia na emeryturę 31 sierpnia 1974 r. Wiele publikował, poza wspomnianymi niżej „Wierchami” również w innych czasopismach. Wydawał przewodniki turystyczne po polskich Beskidach, wznawiane wielokrotnie przez okres ćwierćwiecza, poczynając od 1954 r. (m.in. czterotomowe Beskidy), a od 1977 r. książki wspomnieniowe.

## Działalność na rzecz gór
Jednak to nie zawodowa działalność prawnicza stała się treścią życia Władysława Krygowskiego, lecz góry i turystyka górska, czemu poświęcił całe swoje długie i aktywne życie.
Miłość do gór wyniósł z domu rodzinnego: jego ojciec był na przełomie XIX i XX w. zapalonym turystą górskim, taternikiem i działaczem Towarzystwa Tatrzańskiego. Władysław Krygowski kontynuował działalność swego ojca na wszystkich polach jego aktywności górskiej: uprawiał turystykę, taternictwo i narciarstwo, także parał się fotografią górską. Z wielkim zaangażowaniem i nieporównanie dłużej niż ojciec działał społecznie w Polskim Towarzystwie Tatrzańskim, potem zaś w Polskim Towarzystwie Turystyczno-Krajoznawczym, a ponadto przez długie lata był etatowym pracownikiem obu tych stowarzyszeń.
Turystykę górską uprawiał Władysław Krygowski systematycznie i to od najmłodszych lat, najpierw pod okiem ojca, później już głównie w gronie przyjaciół z pokolenia dorastającego już w niezależnej II Rzeczypospolitej. Chodził najpierw po Tatrach, później po Beskidach Zachodnich i Wschodnich, a także po Karpatach Wschodnich. W latach międzywojennych uprawiał również taternictwo, także zimą, częściowo samotnie, częściowo ze swą późniejszą żoną. W krótkim okresie emigracyjnym po II wojnie światowej poznał góry Szkocji i Walii.
Działalność społeczną Władysław Krygowski rozpoczął w Sekcji Taternickiej AZS w Krakowie, w której w latach 1928–1931 był członkiem zarządu z funkcją skarbnika. W maju 1933 r. zjazd delegatów PTT powołał go na zastępcę członka Zarządu Głównego PTT, a jeszcze w tym samym roku powierzono mu funkcję sekretarza ZG PTT. W 1936 r. został IV wiceprezesem Towarzystwa, a w 1937 – I wiceprezesem, którą to funkcję pełnił do 1947 r. Również w PTTK poza pracą zawodową angażował się w działalność społeczną, pełniąc w Towarzystwie szereg ważnych funkcji. Do 1958 r. był członkiem Zarządu Głównego (w latach 1956–1958 członkiem prezydium), a w latach 1960–1962 wiceprezesem Zarządu Głównego PTTK. W latach 1962–1972 był sekretarzem Komisji Turystyki Górskiej ZG PTTK, potem krótko jej wiceprzewodniczącym (1972–1973) i w końcu – po śmierci Walerego Goetla – przewodniczącym (1973–1974). Przechodząc na emeryturę w 1974 r., ustąpił ze wszystkich dotąd piastowanych funkcji.
Krygowski przez cały okres swej działalności turystycznej i górskiej związany był z „Wierchami”. W latach 1947–1949 był sekretarzem redakcji, a następnie aż do 1975 r. redaktorem naczelnym tego periodyku, przeprowadzając go szczęśliwie przez najtrudniejsze lata 50. i 60. XX wieku, kiedy trzeba się było borykać z przydziałami papieru i polityczną cenzurą. Jednak publikować w „Wierchach” zaczął już w 1934 r. Później przez blisko 60 lat zamieszczał w tym roczniku różnorodne artykuły problemowe, wspomnieniowe, recenzje, liczne notatki i sprawozdania.
W turystyce udzielał się społecznie również poza PTT i PTTK. Był m.in. członkiem i działaczem PZN, a w latach 1937–1938 członkiem Rady Narciarskiej PZN. Działał też na polu ochrony przyrody jako członek Państwowej Rady Ochrony Przyrody (1937–1938), a po II wojnie – przez dwie kadencje – był członkiem Rady Pienińskiego Parku Narodowego, w której reprezentował PTTK (1969–1976).
Jako działacz społeczny, a także jako pracownik obu wspomnianych Towarzystw dążył do popularyzacji w społeczeństwie polskim turystyki górskiej. Służyły temu również jego liczne artykuły, opowiadania i wspomnienia, publikowane poza „Wierchami” na łamach periodyków turystycznych, krajoznawczych i innych czasopism.
Szczególnie zasłużył się dla Bieszczadów i Beskidu Niskiego. Od 1950 r. jako oficjalny przedstawiciel PTT, a później PTTK, wędrował po tych pustych wówczas górach w celu zbadania możliwości rozwijania w nich turystyki. Po raz pierwszy był tu w 1951 roku. W 1953 r. wraz z Edwardem Moskałą przeszedł i wytyczył (często przy pomocy siekiery) bieszczadzki odcinek Głównego Szlaku Beskidzkiego na odcinku Komańcza–Halicz. Sam opracował lokalizację przyszłych bieszczadzkich schronisk. Jednocześnie zbierał wówczas materiały do swych pierwszych, pionierskich przewodników turystycznych po tej części Beskidów: Beskid Niski i Podkarpacie (1954) i długo oczekiwanych Bieszczadów (1958).
Władysławowi Krygowskiemu przez wszystkie lata jego górskiej działalności towarzyszyła myśl, że pracując nad uprzystępnieniem gór innym niweczy ich niepowtarzalny urok i niszczy ich odwieczne walory. Na różnych forach nawoływał przeto do planowego, harmonijnego i roztropnego zagospodarowania gór, które powinny być dostępne dla każdego, ale niekoniecznie „dla wszystkich”. Widział potrzebę ochrony przyrody gór. To z jego inicjatywy KTG ZG PTTK w 1955 r. jako pierwsza wysunęła propozycję utworzenia Bieszczadzkiego Parku Narodowego.

## Działalność literacka
Zamiłowania literackie Krygowskiego objawiły się już podczas studiów, kiedy to m.in. uczęszczał dobrowolnie na wykłady z polonistyki profesora Ignacego Chrzanowskiego. Od roku 1926 był związany z nieformalną grupą literacką „Litart”. Dość wcześnie zaczął pisać poezje: jego wiersze i recenzje były publikowane w latach międzywojennych na łamach krakowskiej „Gazety Literackiej” i „Czasu”, lubelskiej „Kameny” i poznańskiego „Życia Literackiego”. W ukazaniu się drukiem przygotowywanego tomiku poetyckiego przeszkodził wybuch II wojny światowej.
Pierwszą opowieść górską pt. W zapachu gór i wojny opublikował w 1937 r. („Wierchy”, r. 15). Gdy objął stanowisko redaktora naczelnego tego rocznika, oprócz artykułów tematycznych i sprawozdań regularnie publikował w nim swe opowieści wspomnieniowe, w których malował swój osobisty, często bardzo liryczny stosunek do gór. Część z nich, uzupełniona o wiele innych (w tym również związanych z Krakowem), znalazła się w pięciu wydanych później i bardzo ciepło przyjętych przez krytykę książkach.

## Godności
Posiadał uprawnienia przewodnika beskidzkiego, a od 1953 r. również przewodnika tatrzańskiego. Był specjalistą w zakresie znakowania szlaków turystycznych w górach i bodaj najlepszym znawcą polskiej części Karpat. Znaczne zasługi Władysława Krygowskiego dla polskiej turystyki górskiej zostały docenione przez turystyczną społeczność. W 1961 otrzymał Odznakę „Zasłużony Działacz Turystyki”. 26 listopada 1972 r. otrzymał godność członka honorowego PTTK, zaś w 1995 r. godność tę nadało mu nowe PTT. Od 1983 r. był też członkiem honorowym Koła Przewodników Beskidzkich Oddziału Krakowskiego PTTK.
W 1999 r. została ustanowiona mocą uchwały Prezydium Zarządu Głównego PTTK i z jego upoważnienia przyznawana przez Komitet Redakcyjny „Wierchów” Nagroda Literacka im. Władysława Krygowskiego.
Władysław Krygowski został pochowany na cmentarzu Rakowickim w Krakowie (kwatera LXIII-1-19).

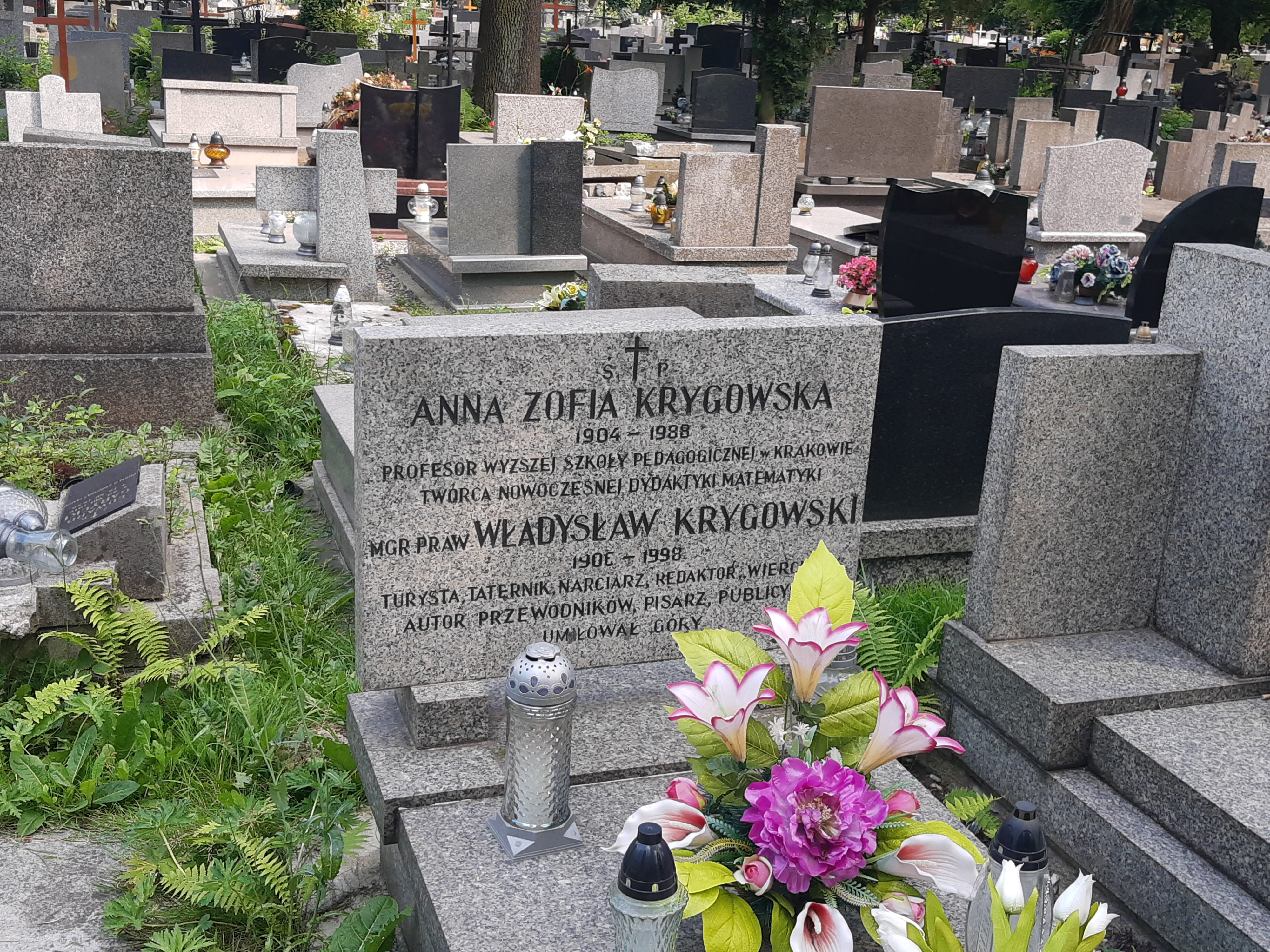
Grób Władysława i Anny Krygowskich na cmentarzu Rakowickim

21 grudnia 2005 r. Rada Miasta Krakowa uchwałą nr XCVIII/981/05 nadała imię Władysława Krygowskiego ulicy położonej w X Dzielnicy Krakowa, łączącej ul. Borkowską i ul. Forteczną z ul. prof. Wojciecha Marii Bartla.
23 sierpnia 2009 r. odbyła się uroczystość nadania imienia Władysława Krygowskiego schronisku PTTK na Hali Kondratowej. W schronisku umieszczono tablice z cytatami z książek Krygowskiego oraz jego rzeźbiony drewniany portret dłuta Franciszka Palki z Nowego Sącza.

## Publikacje: Przewodniki turystyczne
- Bieszczady, wyd. Sport i Turystyka, Warszawa 1958 (II wyd. 1962; III wyd 1965; IV wyd. 1967);
- Bieszczady i Pogórze Strzyżowsko-Dynowskie (część wschodnia), wyd. Sport i Turystyka, Warszawa 1970 (II wyd. 1975);
- Beskid Niski i Podkarpacie, wyd. Sport i Turystyka, Warszawa 1954;
- Beskid Niski, Pogórze Ciężkowickie (część wschodnia) i Pogórze Strzyżowsko-Dynowskie (część zachodnia), wyd. Sport i Turystyka, Warszawa 1967 (II wyd. 1977);
- Beskidy: Średni (część wschodnia) – Wyspowy – Sądecki – Pogórze Rożnowskie i Ciężkowickie, wyd. Sport i Turystyka, Warszawa 1965 (II wyd 1977, zamiast „Średni” jest „Makowski”);
- Beskidy: Śląski – Żywiecki – Mały i Średni (część zachodnia), wyd. Sport i Turystyka, Warszawa 1964 (II wyd. 1965; III wyd. 1974, zamiast „Średni” jest „Makowski”);
- Od Beskidu Śląskiego po Orawę. Szlak beskidzki Bielsko-Biała – Czarny Dunajec, wyd. Sport i Turystyka, Warszawa 1955;
- Krynica, Muszyna, Żegiestów, Piwniczna i okolice, wyd. Sport i Turystyka, Warszawa 1962 (II wyd. 1965; III wyd.?; IV wyd. 1974);
- Od Beskidu Śląskiego po Bieszczady: krótki przewodnik po Beskidach i Pieninach, wyd. Sport i Turystyka, Warszawa 1972;
- Przez przełęcze Bieszczadów samochodem i z plecakiem, wyd. Sport i Turystyka, Warszawa 1975.

## Inne publikacje książkowe
- Góry i doliny po mojemu, Wydawnictwo Literackie, Kraków 1977;
- W litworowych i piarżystych kolebach, Wydawnictwo Literackie, Kraków 1982, ISBN 83-08-00731-7.
- Wspinaczka po tęczy, Wydawnictwo Literackie, Kraków-Wrocław 1985, ISBN 83-08-01426-7.
- Góry mojego życia, Wydawnictwo Literackie, Kraków 1987, ISBN 83-08-01851-3.
- W moim Krakowie nad wczorajszą Wisłą, Wydawnictwo Literackie, Kraków 1980;
- Zarys dziejów polskiej turystyki górskiej, wyd. Sport i Turystyka, Warszawa 1973;
- Dzieje Polskiego Towarzystwa Tatrzańskiego, Wydawnictwo PTTK „Kraj”, Warszawa-Kraków 1988, ISBN 83-7005-200-2.